# 天津市第二十八中学

天津市第二十八中学，简称28中，始建于1947年，前身是养正中学。二十八中只有初中。学校占地2.34公顷，现代化的设施较为俱全。